# Rossau
Rossau (pronunciación en alemán: /ʁɔˈsaʊ̯/ⓘ) es un municipio situado en el distrito de Sajonia Central, en el estado federado de Sajonia (Alemania), a una altitud de 318 metros. Su población a finales de 2016 era de unos 3700 habitantes y su densidad poblacional, 69 hab/km².